# Portugalia na Letnich Igrzyskach Olimpijskich 1932
Portugalię na Letnich Igrzyskach Olimpijskich 1932 reprezentowało sześciu zawodników (sami mężczyźni). Był to piąty start reprezentacji Portugalii na letnich igrzyskach olimpijskich.

## Skład kadry

### Lekkoatletyka
Mężczyźni
- António Rodrigues – bieg na 100 m – odpadł w eliminacjach,

### Pięciobój nowoczesny
Mężczyźni
- Rafael de Sousa – indywidualnie – 22. miejsce,
- Sebastião Herédia – induywidualnie – 23. miejsce,

### Strzelectwo
Mężczyźni
- José Maria Ferreira

pistolet szybkostrzelny 25 m -7. miejsce,
karabin małokalibrowy leżąc 50 m – 23. miejsce,
- Rafael de Sousa – pistolet szybkostrzelny 25 m -7. miejsce,
- Manuel Guerra – karabin małokalibrowy leżąc 50 m – 20. miejsce,
- Francisco António Real – karabin małokalibrowy leżąc 50 m – 7. miejsce